# Salvia thermarum
Salvia thermarum là một loài thực vật có hoa trong họ Hoa môi. Loài này được van Jaarsv. miêu tả khoa học đầu tiên năm 1999.